# Vancouver-Centre
Circonscription électorale fédérale du Canada
Vancouver-Centre ((en) Vancouver Centre) est une circonscription électorale fédérale canadienne de la Colombie-Britannique.

## Circonscription fédérale
La circonscription se situe à l'ouest de la Colombie-Britannique et représente les quartiers centraux de Vancouver, entre autres le quartier des affaires, les quartiers Yaletown, Coal Harbour et West End, ainsi qu'une partie de South False Creek. Le parc Stanley y est également situé.
Les circonscriptions limitrophes sont :
- au nord : North Vancouver—Capilano
- à l'est : Vancouver-Est
- au sud : Vancouver Granville[3].

Lors du redécoupage électoral de 2022, la circonscription perd une partie de son territoire situé au sud de False Creek au profit de Vancouver Granville

## Historique
La circonscription a été créée en 1914 à la suite d'une séparation d'une partie de la circonscription de Cité de Vancouver..

## Députés
| Parlement                                     | Années        | Députés      | Députés                | Parti                     |
| --------------------------------------------- | ------------- | ------------ | ---------------------- | ------------------------- |
| Vancouver-Centre Issue de Vancouver (Cité de) |               |              |                        |                           |
| 13e                                           | 1917–1921     |              | Henry Herbert Stevens  | Unioniste                 |
| 14e                                           | 1921–1925     | Conservateur | Henry Herbert Stevens  |                           |
| 15e                                           | 1925–1926     | Conservateur | Henry Herbert Stevens  |                           |
| 16e                                           | 1926–1930     | Conservateur | Henry Herbert Stevens  |                           |
| 17e                                           | 1930–1935     |              | Ian Alistair Mackenzie | Libéral                   |
| 18e                                           | 1935–1940     |              | Ian Alistair Mackenzie | Libéral                   |
| 19e                                           | 1940–1935     |              | Ian Alistair Mackenzie | Libéral                   |
| 20e                                           | 1945–1948     |              | Ian Alistair Mackenzie | Libéral                   |
| 20e                                           | 1948-1949     |              | Rodney Young           | Social-démocrate          |
| 21e                                           | 1949–1953     |              | Ralph Campney          | Libéral                   |
| 22e                                           | 1953–1957     |              | Ralph Campney          | Libéral                   |
| 23e                                           | 1957–1958     |              | Douglas Jung           | Progressiste-conservateur |
| 24e                                           | 1958–1962     |              | Douglas Jung           | Progressiste-conservateur |
| 25e                                           | 1962–1963     |              | John Robert Nicholson  | Libéral                   |
| 26e                                           | 1963–1965     |              | John Robert Nicholson  | Libéral                   |
| 27e                                           | 1965–1968     |              | John Robert Nicholson  | Libéral                   |
| 28e                                           | 1968–1972     | Ron Basford  |                        | Libéral                   |
| 29e                                           | 1972–1974     | Ron Basford  |                        | Libéral                   |
| 30e                                           | 1974–1979     | Ron Basford  |                        | Libéral                   |
| 31e                                           | 1979–1980     | Art Philips  |                        | Libéral                   |
| 32e                                           | 1980–1984     |              | Pat Carney             | Progressiste-conservateur |
| 33e                                           | 1984–1988     |              | Pat Carney             | Progressiste-conservateur |
| 34e                                           | 1988–1993     | Kim Campbell |                        | Progressiste-conservateur |
| 35e                                           | 1993–1997     |              | Hedy Fry               | Libéral                   |
| 36e                                           | 1997–2000     |              | Hedy Fry               | Libéral                   |
| 37e                                           | 2000–2004     |              | Hedy Fry               | Libéral                   |
| 38e                                           | 2004–2006     |              | Hedy Fry               | Libéral                   |
| 39e                                           | 2006–2008     |              | Hedy Fry               | Libéral                   |
| 40e                                           | 2008–2011     |              | Hedy Fry               | Libéral                   |
| 41e                                           | 2011–2015     |              | Hedy Fry               | Libéral                   |
| 42e                                           | 2015–2019     |              | Hedy Fry               | Libéral                   |
| 43e                                           | 2019–2021     |              | Hedy Fry               | Libéral                   |
| 44e                                           | 2021–2025     |              | Hedy Fry               | Libéral                   |
| 45e                                           | 2025–en cours |              | Hedy Fry               | Libéral                   |

## Résultats électoraux
Modèle:Élection générale canadienne de 2025 — Vancouver-Centre
|       | Candidat         | Parti              | # de voix | % des voix |
|       | Elaine Allan     | Conservateur       | +09 818,  | 17,09 %    |
|       | (X) Hedy Fry     | Libéral            | +32 554,  | 56,68 %    |
|       | Constance Barnes | NPD                | +11 618,  | 20,23 %    |
|       | Lisa Barrett     | Vert               | +03 370,  | 5,87 %     |
|       | michael Hill     | Marxiste-léniniste | +00074,   | 0,13 %     |
|       | John Clarke      | Parti libertarien  | à venir   | à venir    |
| Total | Total            | Total              | 57 434    | 100 %      |

|       | Candidat          | Parti              | # de voix | % des voix |
|       | Jennifer Clarke   | Conservateur       | +15 323,  | 26,04 %    |
|       | (x) Hedy Fry      | Libéral            | +18 260,  | 31,03 %    |
|       | Karen Shillington | NPD                | +15 325,  | 26,04 %    |
|       | Adriane Carr      | Vert               | +09 089,  | 15,44 %    |
|       | Michael Hill      | Marxiste-léniniste | +00062,   | 0,11 %     |
|       | John Clarke       | Libertarien        | +00313,   | 0,53 %     |
|       | Michael Huenefeld | Progressiste       | +00285,   | 0,48 %     |
|       | Travis McCrea     | Indépendant        | +00192,   | 0,33 %     |
| Total | Total             | Total              | 58 849    | 100 %      |

|       | Candidat         | Parti              | # de voix | % des voix |
|       | Lorne Mayencourt | Conservateur       | +14 224,  | 25,19 %    |
|       | (x) Hedy Fry     | Libéral            | +19 438,  | 34,43 %    |
|       | Michael Byers    | NPD                | +12 043,  | 21,33 %    |
|       | Adriane Carr     | Vert               | +10 316,  | 18,27 %    |
|       | Michael Hill     | Marxiste-léniniste | +00096,   | 0,17 %     |
|       | John Clarke      | Libertarien        | +00340,   | 0,6 %      |
| Total | Total            | Total              | 56 457    | 100 %      |